# Diademodon tetragonus
Diademodon tetragonus è un tetrapode estinto appartenente ai terapsidi. Visse nel Triassico inferiore/medio (Olenekiano/Anisico, circa 248 - 245 milioni di anni fa) e i suoi resti fossili sono stati ritrovati in Africa, Sudamerica e Antartide.

## Descrizione
Questo animale poteva raggiungere la lunghezza di 2 metri. Possedeva un cranio lungo e stretto. Erano presenti grandi finestre temporali, un'alta cresta sagittale e arcate zigomatiche robuste (Kemp, 1982). La dentatura comprendeva quattro incisivi superiori e tre inferiori per ogni ramo, denti simili a canini ben sviluppati e aguzzi, e postcanini multicuspidati e in numero fino a sedici (Ziegler, 1969). I postcanini si sviluppavano in ampiezza mano a mano che procedevano verso il fondo delle fauci. Sembra che i denti subissero due sostituzioni, la seconda delle quali riguardava solo la dentatura anteriore fino al quarto o sesto postcanino (Ziegler, 1969).
Lo scheletro postcranico è poco conosciuto, ma sembra che fosse estremamente simile (se non identico) a quello del ben noto Cynognathus, dotato però di caratteristiche craniche molto diverse. Uno studio istologico delle ossa lunghe, tuttavia, ha messo in luce differenze tra questi due animali (Botha e Chinsamy, 2000).

## Classificazione
Diademodon tetragonus venne descritto per la prima volta da Harry Govier Seeley nel 1894, sulla base di resti fossili rinvenuti nella regione del Karroo, in Sudafrica. Resti rinvenuti successivamente provengono dallo Zambia, dall'Antartide e dall'Argentina (Martinelli et al., 2009).

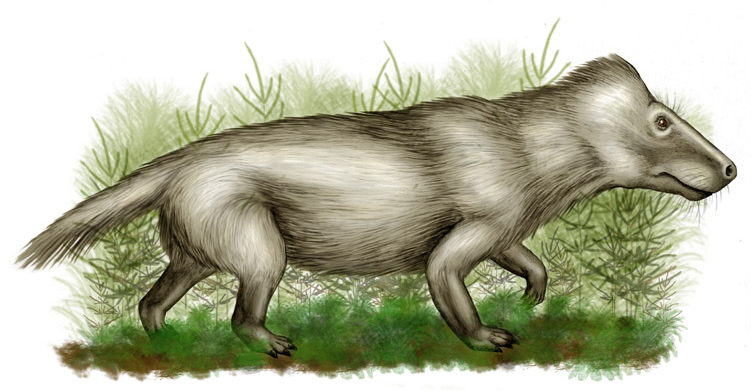
Ricostruzione di Diademodon

Diademodon è considerato un lontano parente dei mammiferi, membro di un gruppo di terapsidi noto come cinodonti. Questo gruppo, in senso cladistico, comprende numerose forme del Triassico come Thrinaxodon, Probainognathus, Probelesodon, Exaeretodon ed Ecteninion, così come tutti i mammiferi viventi ed estinti.
Diademodon possiede numerosi caratteri derivati tipici dei cinodonti evoluti; tra questi, si ricordano un osso dentale molto grande, con un processo coronoide ben sviluppato e una corrispondente riduzione degli elementi postdentari, la partecipazione del surangolare e dello squamoso all'articolazione della mandibola, e la possibilità di occlusione tra dentatura superiore e inferiore (Kemp, 1982).

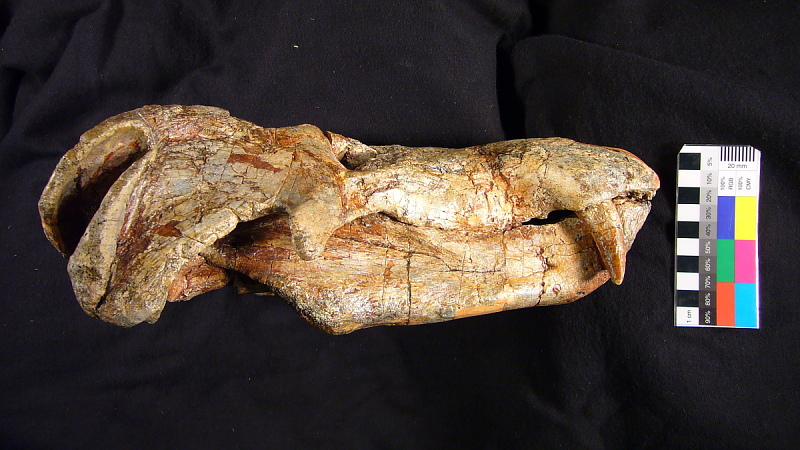
Cranio di Diademodon tetragonus

Numerose analisi filogenetiche indicano che Diademodon era il sister taxon di un clade che comprende Probainognathus, Exaeretodon, i tritilodonti, Morganucodon e i mammiferi (Wible, 1991; Rowe, 1993; Luo, 1994). Una possibile classificazione alternativa vede Diademodon come membro di un clade (Cynognathia) che comprendeva Cynognathus, Exaeretodon e i tritilodonti, ma non comprendeva Morganucodon e i mammiferi (Hopson e Kitching, 2001). Diademodon è il membro più conosciuto della famiglia Diademodontidae, che comprende anche Titanogomphodon della Namibia.

## Paleoecologia
Diademodon era un animale di dimensioni medio - grandi, che si nutriva di materiale vegetale che sminuzzava grazie ai forti denti posteriori. Un animale molto simile, Cynognathus, viveva nelle stesse zone e nello stesso periodo ma si nutriva di carne.